# Norbert-Bertrand Barbe
Norbert-Bertrand Barbe (1968), é um Historiador da Arte, Semiólogo, Artista e Poeta francês. Também é um membro honorário da Academia Nicaragüense da Língua . 

Barbe é conhecido como o principal tradutor e editor da literatura nicaraguense em francês. 
É o único tradutor e editor das obras de Alfonso Cortés, Salomón de la Selva e Carlos Martínez Rivas em francês.
Também é o primeiro editor das obras completas de Alfred Tennyson na França. 
Além disso, introduziu estudos religiosos na França . 

Barbe também  realizou investigações em comunicação. 

## Principais livros e artigos sobre o trabalho de Norbert-Bertrand Barbe
- Ana Santos Ríos, La obra poética y pictórica de Norbert-Bertrand Barbe, Universidade Católica UNICA, Managua, 2007
- Erick Aguirre, "Las traiciones de Norbert-Bertrand Barbe", El Nuevo Diario, 9/10/2015, https://www.elnuevodiario.com.ni/opinion/372981-traiciones-norbert-bertrand-barbe/

Claude Lepelley, Michel Sot, Pierre Riché, Haut Moyen-Age: culture, éducation et société, Université de Paris X: Nanterre, Centre de recherches sur l'Antiquité tardive et le haut Moyen Age, Publidix, 1990, p. 7.
- Letopis Matice srpske, Vol. 440–443, U Srpskoj narodnoj zadružnoj štampariji, 2001.
- Lire/Aimer, Connaître/Ecrire, Editer/Publier : du Rêve à la Réalité, in Un éditeur, un homme, Bull. d'information et Relation L'Estracelle de la Maison de la Poésie Nord-Pas de Calais 4, 2002, p. 30–33.
- Mongi Madini, Deux mille ans de rire, Presses Universitaires de Franche-Comté, 2002, p. 31–40.
- Jorge Eduardo Arellano, Voces indígenas y letras coloniales de Nicaragua y Centroamérica, Managua, PAVSA, 2002, p. 251.
- Agnès Lontrade, Roland Barthes et la théorie esthétique de Norbert-Bertrand Barbe, Critique d'Art 19, primavera 2002, p. 40.
- El regreso del Papalote – Una entrevista de Porfirio García Romano con Norbert-Bertrand Barbe, El Nuevo Diario, 02/08/2002.
- Bruno Chenique, Les dix numéros de la Méduse, La Méduse, Bulletin Informatif de l’Association des Amis de Géricault, Paris, n° 11, septiembre 2002, p. 1.
- Carlos Mántica, El habla nicaragüense, Managua, Hispamer, 2004, p. 153–156.
- Livre Suisse 13-16, Schweizerischer Buchhändler- und Verlegerverein, 2004, p. 2028, 2113.
- William J. Thompson, French XX Bibliography: A Bibliography for the Study of French Literature since 1885, Susquehanna University Press, 2004, v. 55, p. 18098.
- Erick Aguirre, Las traiciones de Norbert-Bertrand Barbe, El Nuevo Diario, 01/10/2005, pp. 9–11.
- Luis Gonzalo Ferreyra, La Morale de l'émergence chez Arturo Andrés Roig, tesis bajo la dirección de Patrice Vermeren, Paris VIII Vincennes/Saint-Denis, Dto de Filosofía, 2005.
- Éric Peltier, Revues et magazines: guide des périodiques à l'intention des bibliothèques publiques, Paris, Editions du Cercle de La Librairie, 2006, p. 176–189.
- Livres de France 297–298, Éditions professionelles du livre, 2006, p. 6, 113, 148.
- Inés Izquierdo Miller, A Puerta Cerrada en la ciudad de León, La Prensa, 22/07/2006, p. 9B.
- Martin Mulligan,  Calle Arte-Granada se toma Plaza de la Independencia, El Nuevo Diario, 7/11/2006.
- Ana Santos Ríos, La Obra poética y pictórica de Norbert-Bertrand Barbe, thesis in Hispanic Literature, Catholic University, Managua, 2007.
- Anales de Literatura hispanoamericana, Universidad Complutense de Madrid, Cátedra de Literatura Hispanoamericana, v. 32, 2007, p. 127.
- Sergio Ramírez, Tambor olvidado, Madrid, Aguilar, 2007, p. 268–270.
- Rocío Oviedo Pérez de Toleda, Herencia y Centenarios. Noticias de Rubén Darío en el Nuevo Milenio, Anales de Literatura Hispanoamericana, 2007, v. 36, p. 127.
- Rebecca Arcía M., Celebran al mejor reportero, La Prensa, 23/01/2007.
- Jorge Eduardo Arellano, Hacia la momificación de Don Sal, El Nuevo Diario, 12/06/2007.
- En los recintos poéticos del Dr. Barbe, El Nuevo Diario, 19/07/2007.
- Arnulfo Argüello, Arte Contemporáneo, La Prensa Literaria, 17/11/2007.
- Adelina Morris, Un Coup de Dés : ou Stéphane Mallarmé et la question de l’art abstrait,  Modern and Contemporary France, February 2008, v. 16, Nº 1, p. 76–77.
- Gill Allwood, Modern & Contemporary France, 1469-1869, The Journal of the Association for the Study of Modern & Contemporary France, Routledge Francis & Taylor Group, v. 16 (1), 2008, p. 73–107.
- William J. Thompson, French XX Bibliography: A Bibliography for the Study of French Literature since 1885, Associated University Presse, 2008, v. 59, p. 19795.
- Steven F. White, Esthela Calderón, Culture and customs of Nicaragua, Greenwood Press, 2008, p. 171–172.
- Escritores distinguidos, La Prensa Literaria, 10/01/2009, p. 2.
- Francisco Ruiz Udiel, Fusión de artes visuales en Granada, El Nuevo Diario, 29/10/2009.
- Carlos Mántica, Escrudiñando El Güegüence, Managua, Hispamer, 2010, p. 7.
- Artiste Francais: Raymond Savignac, Norbert Bertrand Barbe, Lucien Begule, Henri Goetz, Jean Lurat, Liste Des Artistes Français, General Books, 2010.
- Jacques Halbbronn, Le livre blanc de l'astrologie, Paris, La Grande Conjonction, 2011, p. 106.